# Asoci I Bagratuní
Asoci I Bagratuní (en armeni Աշոտ Բ Բագրատունի, Asoci I Bagratuní) va ser un príncep d'Armènia de la família dels Bagràtides. Va ser nomenat governador d'Armènia pel califa, i va regnar des de l'any 685 fins al 688, any en què va morir.

## Biografia
Era fill del rei d'Armènia i drungari Simbaci II Bagratuní. L'any 681, el príncep Gregori I Mamiconi es va revoltar aprofitant les guerres civils que hi havia al califat. Però els khàzars el van vèncer i matar l'any 685. El califa va decidir canviar de dinastia a Armènia i va instal·lar al tron a Asoci I Bagratuní.
La seva primera tasca va ser expulsar els khàzars que estaven saquejant Armènia. Després va construir a la seva residència a Dariunq (avui Doğubayazıt), la catedral d'Amenaperkitx ("Salvador de tots els homes"). Cap a l'any 687 o 689 l'emperador Justinià II va enviar un exèrcit dirigit pel general Lleonci, que va imposar la sobirania romana d'Orient. Les seves tropes es van comportar com ocupants saquejant i destruint. Els àrabs, per expulsar els romans d'Orient, van enviar un exèrcit pel sud-est, que també van cometre tota classe d'abusos. Asoci va marxar contra ells i els va derrotar (690) però quan estaven recollint el botí els àrabs van retornar i el van vèncer. El rei Asoci va ser ferit greument, i va morir de tornada a la seva residència.
El va succeir Narses Camsaracà, nomenat pels romans d'Orient. Asoci va deixar almenys un fill, Simbaci, que és esmentat com a nakharar l'any 705. La direcció de la família va passar no obstant a la branca del seu (probable) germà Varaz-Tirots III Bagratuní.